# FTPコマンドの一覧
FTPコマンドの一覧（エフティーピーコマンドのいちらん）は、FTPクライアントがFTPサーバに送るコマンドの一覧である。以下のコマンドは特に断りがない限り、RFC 959で定義されているコマンドである。なお、一般的なFTPクライアントにおけるコマンドと異なるものがある。たとえば、GETというコマンドはRETRの代わりに使用されることがあり、一般的なFTPクライアントはこれを正しく解釈する。しかし、GETコマンドはユーザーコマンドで、実際にはRETRコマンドをサーバに送信している。

## コマンド

### RFC959で定義されたコマンド
File Transfer Protocolで定められたコマンド。最も基本的なコマンド。
ABOR
ファイルの転送を中止する。
ACCT
アカウント情報。引数はユーザアカウントを示す文字列。
ALLO
ファイルを受け取るために十分なディスクスペースを割り当てる。引数は予約するサイズ。
APPE
引数に示したファイルに対して追記する。
CDUP
親ディレクトリに移動する。
CWD
作業ディレクトリの変更。引数は移動するディレクトリ。
DELE
ファイルを削除する。引数は削除するファイル。
HELP
コマンドの一覧。引数を指定するとより詳しいコマンド情報を返す。
LIST
引数に指定したファイルの情報やディレクトリの一覧。指定しない場合、現在のディレクトリの情報を一覧。
MKD
引数に指定した名前のディレクトリを作成する。
NLST
引数に指定したディレクトリのファイル一覧を返す。
NOOP
何もしない。接続維持のためダミーパケットとして使われることがほとんど。
MODE
転送モードの設定（ストリーム、ブロック、圧縮）。
PASS
認証パスワード。
PASV
パッシブモードに移行する。
PORT
サーバが接続すべきポートとアドレスを指定する。
PWD
作業ディレクトリを取得する。
QUIT
接続を終了する。
REIN
接続を再初期化する。
RETR
リモートファイルをダウンロード（Retrieve）する。
RMD
引数に指定したディレクトリを削除する。
RNFR
引数に指定した名前のファイル（ディレクトリ）をリネームする。
RNTO
引数に指定した名前のファイル（ディレクトリ）にリネームする。
SITE
RFCで定義されていないようなリモートサーバ特有のコマンドを送信する。
SMNT
ファイル構造をマウントする
STAT
現在の状態を取得する。
STOR
ファイルをアップロード（Stor）する。
STOU
ファイル名が重複しないようにファイルをアップロードする。
STRU
転送するファイルの構造を設定する。
SYST
システムの種別を返す。
TYPE
転送モードを設定する（アスキーモード、バイナリモード）。
USER
認証するユーザー名

### RFC1639で定義されたコマンド
FTP Operation Over Big Address Recordsで定められたコマンド。IPv4以外の通信プロトコルでFTPを使用する場合に使うコマンド。
LPRT
サーバが接続すべきロングアドレスとポートを指定する。
LPSV
ロングパッシブモードに入る。

### RFC2228で定義されたコマンド
FTP Security Extensionsで定められたコマンド。FTPの通信を暗号化するためのコマンド。
ADAT
認証 / セキュリティデータ
AUTH
認証 / セキュリティの仕組み
CCC
クリア・コマンド・チャンネル
CONF
機密性保護コマンド
ENC
個人情報保護チャンネル
MIC
完全保護モード
PBSZ
保護されたバッファサイズ

### RFC2389で定義されたコマンド
Feature negotiation mechanism for the File Transfer Protocolで定められたコマンド。FTPに新しい認証の仕組みを与えるためのコマンド。
FEAT
サーバに実装されている拡張コマンドのリストを取得する。
OPTS
拡張機能の設定。

### RFC2428で定義されたコマンド
FTP Extensions for IPv6 and NATsで定められたコマンド。IPv4での通信が前提のFTPが、IPv6やさらに将来のプロトコルでも使用できるように拡張したコマンドが定められている。
EPRT
サーバが接続すべき拡張されたアドレスとポートを指定する。
EPSV
拡張されたパッシブモードへ移行する。

### RFC2640で定義されたコマンド
Internationalization of the File Transfer Protocolで定められたコマンド。FTPでASCII以外の文字を扱う拡張のために定められた。
LANG
言語のネゴシエーション。

### RFC3659で定義されたコマンド
Extensions to FTPで定められたコマンド。詳細なファイル情報を返すためのコマンドが定められている。
MDTM
引数に指定したファイルの最終更新時間の詳細を返す。
MLSD
引数に指定したディレクトリのファイル一覧を詳細な最終更新時間をつけて返す。
MLST
引数に指定したディレクトリの詳細な情報を返す。
REST
ファイルの転送を指定した箇所から再開する。
SIZE
ファイルサイズを返す